# Taner Ari
Taner Ari (* 29. Mai 1987 in Erzincan, Türkei) ist ein österreichisch-türkischer Fußballspieler und -trainer.

## Karriere
Ari begann seine Karriere mit neun Jahren beim FC Blau-Weiß Linz in Oberösterreich. Mit 16 debütierte er in der Kampfmannschaft. 2005 machte er den Schritt Richtung Spanien beim Viertligisten UD Norte. Ein Jahr später wechselte er zum Klub UD Fuerteventura in die 3. Liga. 2007 ging er wieder nach Österreich zurück und absolvierte ein Probetraining beim damaligen Red Zac Erste Liga-Klub SC Schwanenstadt, der ihn kurz darauf unter Vertrag nahm.
Von 2008 bis 2010 war er beim neu gegründeten Erstliga-Fußballklub SC Magna Wiener Neustadt mit der Nummer 12 unter Vertrag und kam dort bis 31. Dezember 2009 22-mal zum Einsatz und erzielte einen Treffer. Sein Debüt in der höchsten österreichischen Spielklasse gab Ari am 26. Juli 2009 gegen den SK Sturm Graz. Das Spiel ging mit 0:3 verloren, Ari spielte durch. Sein erstes Tor erzielte er am 31. Oktober 2009 gegen den FK Austria Wien. Ari erzielte das 3:1 beim 4:3-Erfolg des Stronach-Klubs.
Im Januar 2010 wechselte Ari zum türkischen Zweitligisten Orduspor. Dort kam er jedoch nur fünf Mal zum Einsatz. Im Jänner 2011 nahm ihn TKİ Tavşanlı Linyitspor auf. Von seinen vier Einsätzen spielte er drei Mal von Beginn und einmal wurde er eingewechselt. Nach sechs Monaten bei TKİ Tavşanlı Linyitspor war Ari vereinslos. Im Januar 2012 wechselte er zum türkischen Drittligisten Ünyespor. Dort stand er 17 Mal im Kader. 14 Mal spielte er von Beginn an und 3 Mal wurde er eingewechselt. Im türkischen Cup 2011/12 stand er einmal im Kader und spielte von Anfang an. Ünyespor gab Ari im August 2012 an den Zweitligisten Denizlispor ablösefrei ab. Dort kam er zu keinem Einsatz und beschloss zwei Monate später, schlussendlich Denizlispor zu verlassen und in Österreich seinen Grundwehrdienst abzuleisten. Er war beim Bundesheer in Mautern stationiert. Seit Januar 2013 spielt Ari bei der Reservemannschaft des SKN St. Pölten. Dort erhielt er einen Vertrag bis Sommer 2013 inklusive Option auf zwei weitere Spielzeiten, sowie eine Aussicht auf einen Platz im Profikader.
Nach einem vereinslosen Intermezzo hatte er ein Kurzgastspiel (ohne Einsatzminuten) in der slowakischen Liga bei DAC Dunajská Streda. Danach kehrte Taner Ari in die Türkei zurück, spielte in der dritten Liga bei Sivas Belediyespor, und ab 2014 in der 4. Türkischen Liga zuerst bei Batman Petrolspor, dann eine Saison bei Kastamonuspor 1966, bis er letztlich 2016 wieder zum Viertligisten Batman Petrolspor zurückkehrte. Sein weiterer Karriereweg führte ihn zurück in den oberösterreichischen Amateurfußball, in dem er bald darauf auch seine Karriere als Fußballtrainer startete.

## Privates
Sein älterer Bruder Mahir (* 1982) war ebenfalls als Fußballspieler aktiv, brachte es jedoch nicht über den oberösterreichischen Amateurbereich hinaus.